# Каркаде

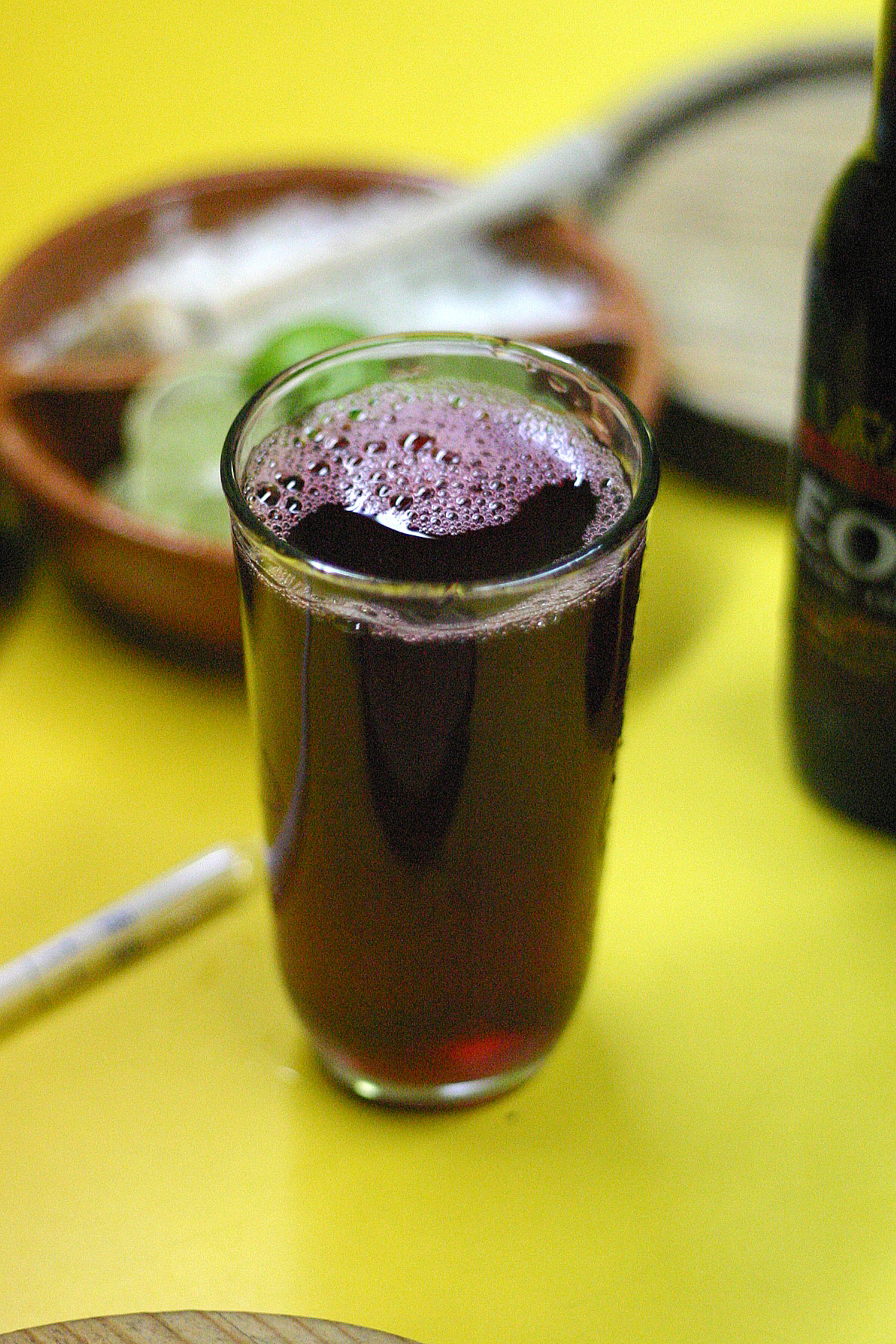
Напиток

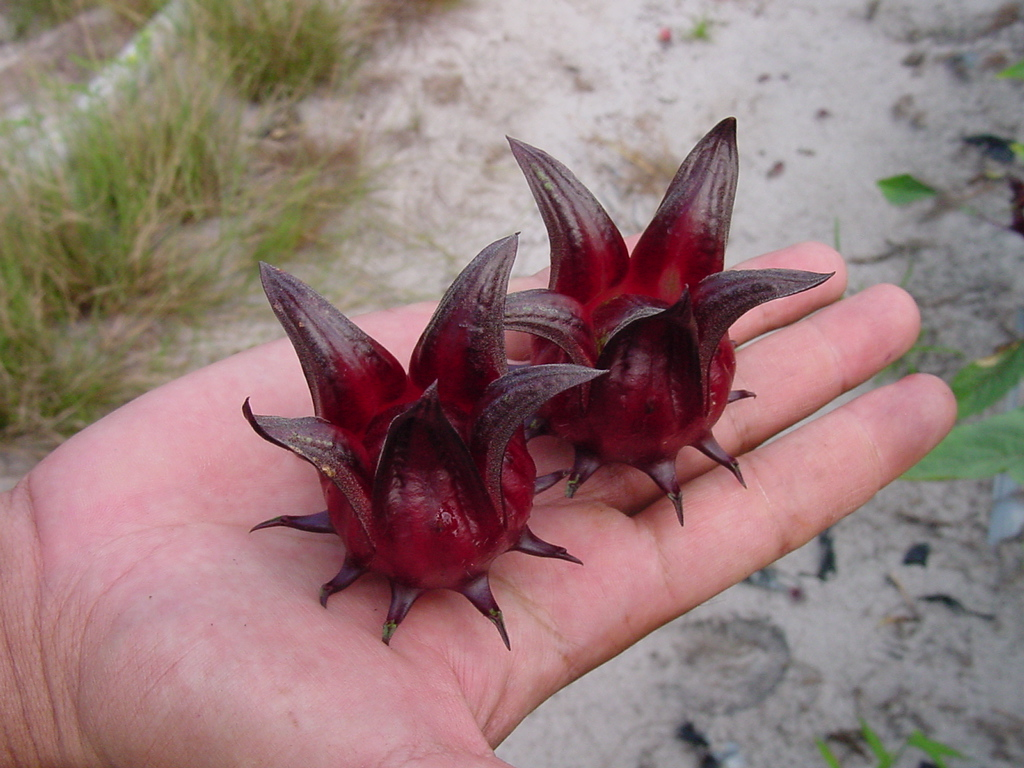
Чашечка распускающегося цветка, чашелистики приоткрыты

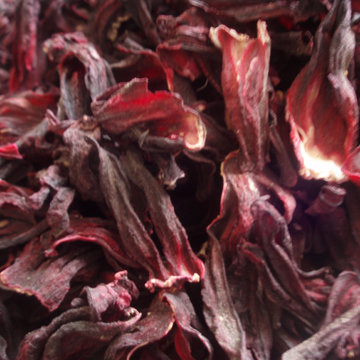
Высушенные чашелистики

Каркаде́, или каркадэ́ (от араб. كركديه‎ [kæɾkæˈdeː]), — чайный напиток ярко-красного цвета, кислый на вкус, изготавливаемый из сушёных чашечек цветков розеллы, или суданской розы (лат. Hibiscus sabdariffa), растения из рода Гибискус.
Каркаде имеет много названий и эпитетов. Его также называют «напиток фараонов», «красный чай», «кандагар», «суданская роза», «китайская роза», красная роза, красный щавель, окра, кенаф, роза шарон, «мальва Венеции». В Латинской Америке напиток распространён под названием «хамайка». В странах западной Африки известен под названием «бузо».
Является национальным египетским напитком. Горячий чай пьётся в качестве прохладительного напитка в жару. Также употребляется холодный каркаде с сахаром, этот напиток по вкусу напоминает морс. Каркаде, как и обычный чай, для удобства может фасоваться в пакетики.

## Употребление в мире

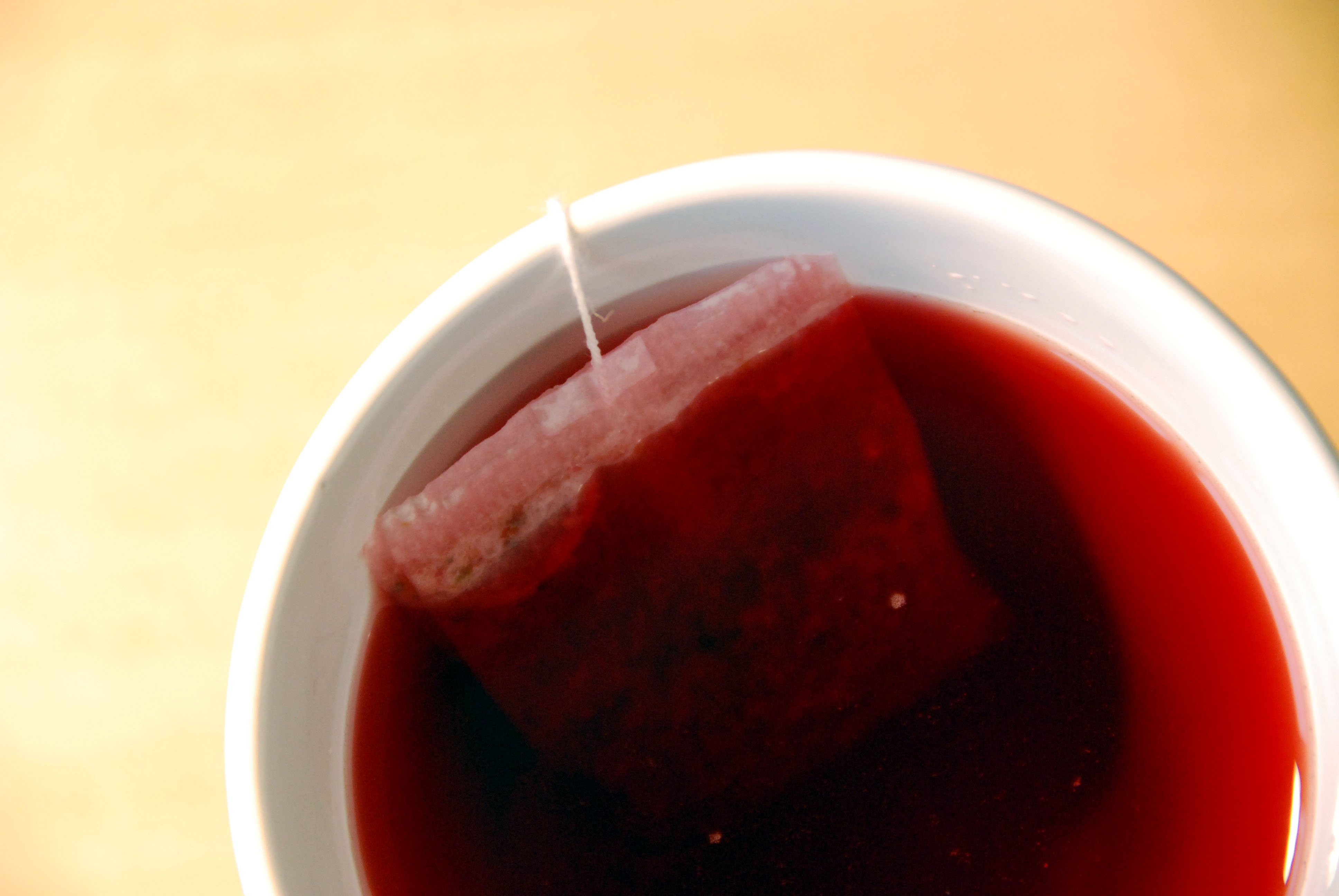
Заваривание каркаде, расфасованного в чайный пакетик

### Африка
Раньше чай из розеллового гибискуса, вероятно, происходил из Африки. В Африке чай из гибискуса обычно продаётся на рынках, а сухие цветы можно найти по всей Западной и Восточной Африке. Различные варианты напитка популярны в Западной Африке и некоторых частях Центральной Африки. В Сенегале bissap известен как «национальный напиток Сенегала». В Западной Африке каркаде часто приправляют мятой или имбирём. В Гане он известен как «sobolo», а в Нигерии — «zobo».
Каркаде подают горячим или охлаждённым со льдом. Его пьют в некоторых районах Северной Африки, особенно в Египте и Судане. В Египте и Судане свадебные торжества традиционно отмечают за стаканом каркаде. На пешеходной улице в центре Каира этот напиток продают многие торговцы и кафе под открытым небом.

## Растение
Hibiscus sabdariffa — розелла, или гибискус сабдариффа — растение семейства Мальвовые, происходит из Индии, сейчас выращивается в тропических регионах всего мира. В промышленных масштабах: Судан, Египет, Индия, Китай, Шри-Ланка, остров Ява, Таиланд, Мексика.
Все его части съедобны. Для изготовления напитка используются только тёмно-красные лепестки, чашечки и подчашия, называемые розанчиками. Растение можно выращивать дома в горшочной культуре, семена легко можно найти в пакетике с чаем каркаде.

## Лечебное действие
В арабских странах каркаде получил широкое применение в медицине и считается «лекарством от всех болезней». Вещества, придающие растению красный цвет, — антоцианы, — обладают Р-витаминной активностью, они укрепляют стенки кровеносных сосудов, регулируют их проницаемость.
Отвар из гибискуса содержит антиоксиданты и обладает спазмолитическими, мочегонными, жаропонижающими свойствами. Напиток содержит много витаминов и органических кислот, в частности лимонную, которые способствуют улучшению общего состояния организма.
Напиток повышает кислотность желудочного сока, поэтому противопоказан страдающим гастритом с повышенной кислотностью и язвенной болезнью. Кроме того, с осторожностью следует принимать гипотоникам, беременным и лицам, склонным к аллергии.

## Приготовление
Посуду для заваривания прогревают, насыпают каркаде, заливают крутым кипятком и настаивают.
Встречается так же холодное настаивание листьев каркаде с приправами .
Цвет раствора (чая) зависит от pH, проявляя свойства кислотно-основных индикаторов, и может изменяться от светло-красного при его снижении и до фиолетово-чёрного при повышении.